# Ola Jordán
Bengt Ola Jordán, född 28 december 1960 i Jukkasjärvi församling i Kiruna, är en svensk journalist, översättare och publicist samt politisk aktivist. 

## Yrke
År 1981 flyttade Jordán från Kiruna till Södertälje för att arbeta som motorprovare på Scania-Vabis. År 1984 fick han möjlighet att börja arbeta som volontär på tidskriften Gnistan i Stockholm. Han arbetade även vid mitten av 1980-talet som volontär på tidskriften Folket i Bild/Kulturfront i Stockholm.
År 1989 fick Jordán anställning på Norrköpings Tidningar i Norrköping. Därefter har han arbetat på ett flertal nyhetsredaktioner på flera orter i Sverige, samt gjort praktik på den svenskspråkiga nyhetsredaktionen på Ylesradio i Helsingfors, Finland.

## Politiskt arbete

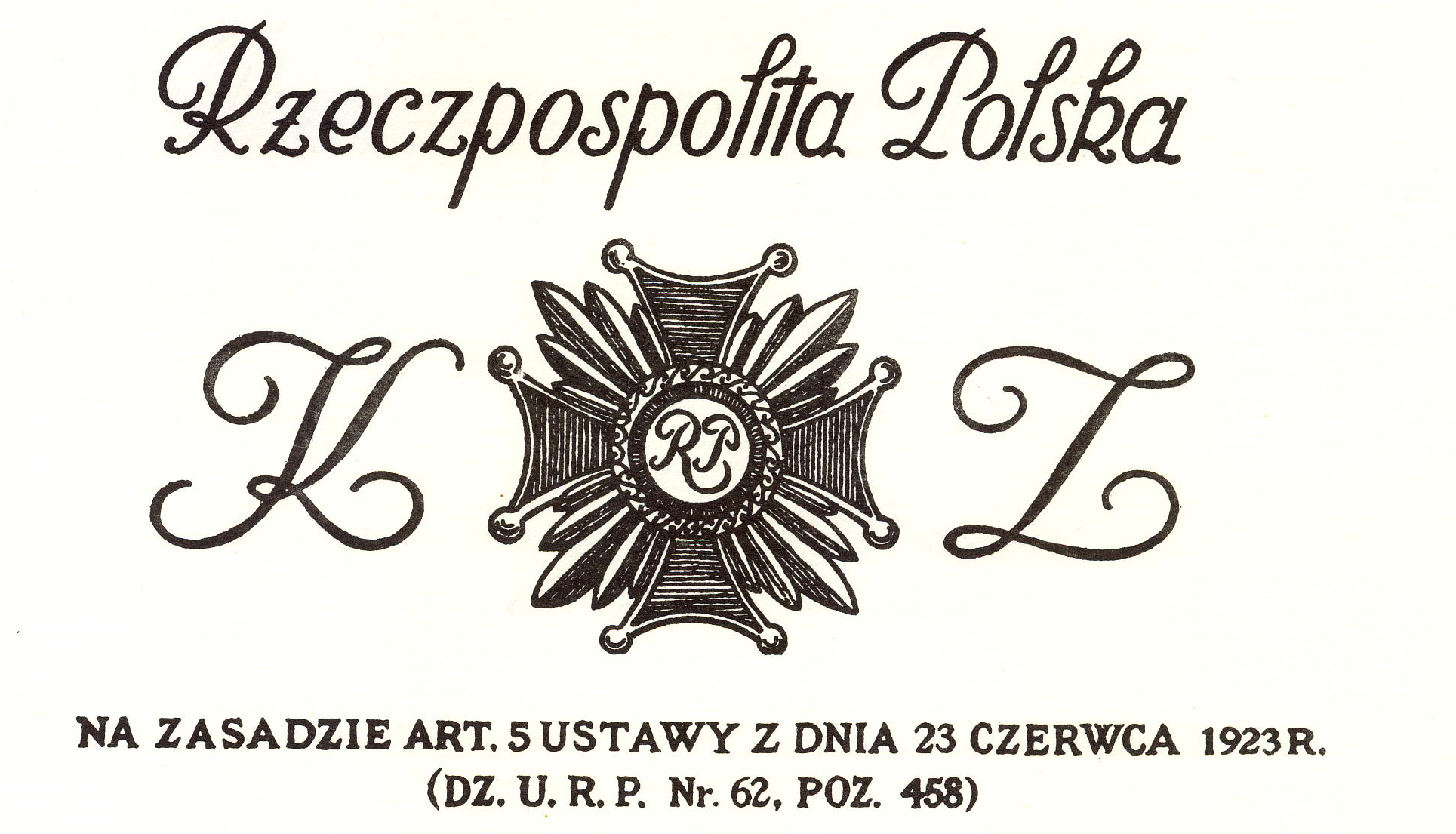
Utsnitt av diplom vid erhållande av republiken Polens Förtjänstkors.

År 1981 var Jordán med och bildade Kommittén för Polen Solidaritet i Södertälje. I kommittén var han bland annat verksam som kassör. Vid två tillfällen åkte han med lastbil, tillsammans med andra representanter för kommittén, till Polen med hjälpsändningar.
På grund av detta solidaritetsarbete med det polska folket erhöll Ola Jordán republiken Polens Förtjänstkors (i silver), utfärdat i London 3 maj 1989.

## Litterärt arbete
År 1995 översatte Jordán till svenska - och publicerade - den ryske publicisten Dmitrij Ivanovitj Pisarevs essä Heinrich Heine. Han utgav även 1997 boken En röd tråd som innehåller ett urval av artiklar, brev och en bibliografi om Palmemordet. 
År 2010 utgav Ola Jordán, tillsammans med Sabine Werth, sagoboken Djurskötaren Cindy får besök. Samma  år utgav han även ett urval av artiklar och brev, i boken En röd tråd 2.

## Granskande journalistiskt arbete
Sedan programmet Kalla Fakta i TV 4 17 maj 2004 avslöjat att ett CIA-plan den 18 december 2001 transporterat egyptierna Ahmed Agiza och Mohammad El Zary från Bromma flygplats till Egypten, vilken bröt mot ett flertal konventioner och lagar, bland dem FN:s tortyrkonvention, har Ola Jordán granskat USA:s/CIA:s illegala program för extraordinära överlämnanden och dess koppling till Sverige. 
Tillsammans med Kenneth Rasmusson (fri redaktör från Lund) har han bland annat i en artikel år 2005: Vad hände Estonias besättning, kritiserat att uppdraget, som dåvarande socialdemokratiska regeringen (i november 2005) gav till Luftfartsstyrelsen och Luftfartsverket; att granska misstänkta CIA-flygplan som ska ha landat på svenska flygplatser 1 januari 2002 till 17 november 2005, var för begränsat.
Kenneth Rasmusson och Ola Jordán har även i en artikel: CIA-flygningarna måste granskas igen, publicerad i tidskriften ETC  och på Newsmills webbsidor: Jäv när S-regeringen utredde CIA-flygen , uppmärksammat en rapport  från spanska polisen, Guardia Civil, på Mallorca, Spanien, i vilken det dokumenterats, att ett flygplan (med registreringsbeteckningen N313P med 13 besättningsmän från CIA, den 12 mars 2004 landat på Örebro flygplats.
Förutom detta flygplan redogörs i artikeln för att åtminstone ett till CIA-flygplan (med registreringsbeteckningen N50BH) landat och befunnit sig både på Arlanda och Örebro flygplatser mellan den 18 och 23 juni 2002.
Dessa landningar är dock inte medtagna i Luftfartsstyrelsens och Luftfartsverkets delredovisning/delrapport 7 december 2005, eller i slutredovisningen/slutrapporten 15 december 2005.